# 吉田実 (競輪選手)
吉田 実（よしだ みのる 1934年（昭和9年）5月1日 - 2016年（平成28年）8月20日）は、元競輪選手。現在の愛媛県西条市出身。現役時の選手登録地は愛媛→香川。日本競輪選手養成所創設以前の期前選手で選手登録番号5568。ホームバンクは観音寺競輪場。初出走は1950年11月の門司競輪場。

## 生い立ちと家族
自転車屋の息子として生まれたが、後に兄妹6人のうち男子3人と女子2人が競輪選手となるほどの自転車一家だった。なお長兄の吉田達雄（愛媛・選手登録番号94）の孫にサッカー選手の長友佑都がおり、吉田実の大甥にあたる。
小さい頃から俗に「草レース」と呼ばれる自転車レースに親しみ、中学生の頃、全日本アマチュア自転車競技選手権大会の少年の部で優勝した経験を持つ。そして1948年に競輪が創設されることになり、長兄の達雄が初開催（第1回小倉競輪）に出走したことから、好きな自転車を職業にできると興味を持ち、地元の中学を卒業するのを待ってから、1950年（昭和25年）7月25日に達雄と同じ愛媛県で選手登録し競輪界入りする。
以降デビューから愛媛を登録地としていたが、アマチュア時代から主なる練習地を地元に近い観音寺周辺としていた縁もあり、結婚を期に登録地を香川県に移し、正式に観音寺競輪場をホームバンクとした。

## 戦績

### 石田雄彦が目標
吉田はデビューからは順調に活躍し、1953年の競輪祭決勝で2着に入ってからは全国的に名が知れ渡るようになった。
ところで、吉田が競輪界入りした頃は関西、つまり近畿地区の層がかなり厚く、記念競輪ではそこそこ勝てても、特別競輪（現在のGI）となると厳しい戦いを余儀なくされていた。
そんな中、吉田と同年齢の大阪の石田雄彦が昭和30年代初頭からタイトルを次々と制覇していったことに触発され、しかも石田は吉田とは違い、競輪界入りするまではまともなスポーツ歴さえなかったことから、とにかく石田があそこまでできるんだったら、自分にもできるはずだと思い、まずは石田に追いつけ追い越せという考えをもつようになった。

### 特別競輪史上に残る大激闘を制す
香川への移籍後に出走した1958年の第13回全国争覇競輪（現・日本選手権競輪）決勝はゴール前で稀にみる大激闘となった。後楽園競輪場での12車立てレースで行われた一戦において、吉田は逃げる作戦に出て、最後の直線で逃げ切れるかという位置にいた。ところが後方から突っ込もうとした白井通義に追突され、これをきっかけに何と出走選手の約半数が落車しながらゴール線を通過するという事態となった。
場内がどよめく状況の中、判定写真による確認が行われたが、その写真には白井の自転車によって後輪が大破されながらも、残った前輪一つで正立に近い状態のまま他に先んじてゴール線を切っていた吉田の姿が映し出されていた。これにより落車滑入ではない1位入線として認められ、見事初のダービー王に輝くとともに、待望の特別競輪制覇を果たした。
同レースの映像は現存しないが、当時の報道写真で撮影された吉田の前輪一つ分が先んじてのゴールや、その後の大量落車シーンなどの写真は残っており、その様子はこの一戦の大激闘を物語るもので、今もなお競輪史において語り継がれる伝説のレースとなっている。

### 雪辱を期した一戦
1959年の第14回全国争覇競輪決勝において、吉田は宿敵・石田に悔しい敗戦（詳しくは石田雄彦を参照）を喫し、しばらくその悔しさのあまり、なかなか寝られない日々が続いたという。
そして翌1960年の第15回の同大会は何としても優勝せねばならないという意気込みで臨み、予選から全勝で決勝へと進出。そして11月3日の決勝の日を迎えた。
ところがこの日、祝日だった上に、前年の同大会がきっかけとなった石田との因縁の対決という触れ込みが戦前から伝えられていたこともあり、開催地の後楽園競輪場ではレース前から観客で一杯の状態。ついには途中からスタンドにあぶれた観客がバンク内へとなだれ込み、何と決勝戦はバンク内に観客を入れて行うという事態となった。
たまたまこの一戦において、広島の古田泰久が吉田の前で駆けることを宣言したこともあり、古田は吉田を従えて主導権を奪い、直線に入って吉田は古田を差して見事完全優勝。と同時に前年の雪辱を果たした。
しかし観客をバンク内に入れてレースを行ったことに対して、主催者の東京都は事態を重く見て、翌年の同大会も既に決定していたにもかかわらず、開催を返上。その後同大会は2年間に亘って開催に名乗りを上げるところが現れず、一時は廃止の危機に立たされた（詳しくは日本選手権競輪を参照）。

### 事実上、日本最初のスプリンター
競輪創生期は3倍強程度のギアで競走しており、吉田の全盛期には倍数が3.50台へと重くなっていったが、吉田はその主流ギアに相反し3.20から3.30を中心としたギアを使用しており、多くの選手たちは、よくあんな軽いギアでレースができるものだ、と言っていたほどであった。
しかし少年時代から自転車で世界に伍して戦いたいという思いをもっていた吉田にとって、世界一流のスプリンターは軽いギアで戦うことを常としており、また吉田自身、長い距離をもがけないと述べていることから、自身にとって最善のギアだったということがいえる。
また吉田は自転車競技にも力を入れていて、世界自転車選手権のスプリント種目にも3回出場。いずれも予選落ちに終わったが、吉田の考え方は後に、平間誠記（日本プロ選手史上初の入賞）や阿部良二（同史上初のメダル獲得）にも受け継がれ、ひいては中野浩一の同大会プロ・スプリント10連覇へと繋がっていくことを考えると、吉田の存在は成績以上に大きなものを物語っているといえる。

### 石田・吉田時代
一方で競輪のほうでは、吉田は石田とともに、競輪界の第二期と言われる黄金時代を支えた。特に昭和30年代において、吉田は6回、石田は5回の特別競輪制覇を果たしており、同年代終盤こそ、高原永伍がタイトルを量産することになるが、事実上同年代は二人の時代だったということがいえる。
事実上2人の時代が終焉を迎えるのは1965年の川崎・オールスターであり、そのときもまた、決勝戦の当日、川崎競輪場ではバンク内に客がなだれ込むという非常事態が発生したが、当時3強と言われた高原・平間・白鳥に対し、吉田と石田が果たして巻き返すことができるのか、というファンの期待が大きかったからだとも言われている。

### 不死鳥・鉄人
吉田は50歳の時に交通事故に遭い、年齢的なことを考えると、現役選手として続行するのは難しいと言われた。ところが、まだ競輪で遣り残したことがあると考えた吉田はその後、懸命にリハビリにはげみ、ついには競走に復帰し、最終的には競輪選手の中で松本勝明に次ぎ歴代2位となる1232勝の成績を残した。このことにちなみ、吉田のことを不死鳥、鉄人と呼ぶ人も少なくない。

## 引退後
1994年4月8日に選手登録消除して引退すると、同時期に発足した日本名輪会のメンバーとして参加し、選手時代とは違った姿でファンの前に顔を現すようになる。またホームとしていた観音寺競輪場でも吉田の功績を讃えてS級シリーズの『吉田実杯』を年に一度開催するようになった。
だが2012年3月に観音寺競輪場の本場開催廃止が決定し、その最終開催は『第18回吉田実杯』として行われることになり、吉田自身が観音寺競輪場の幕を引くような形になった。しかし3月7日の最終開催日、吉田は最後までファンサービスに務め、集結した日本名輪会のメンバーと共に、ファンの前で別れのスピーチを述べるなど、観音寺の歴史に花を添えた。
なお2013年より『吉田実杯』は同じ県内の高松競輪場に移動して開催される。

## 主な獲得タイトルと記録
- 日本選手権競輪 - 1958年（後楽園競輪場）・1960年（後楽園競輪場）
- オールスター競輪 - 1960年（川崎競輪場）・1961年（名古屋競輪場）
- 全国都道府県選抜競輪 - 1962年（4000m、門司競輪場）・1963年（西武園競輪場）
- 年間賞金王2回 - 1961年・1962年
- 通算成績3425戦1232勝